# ASB Classic 1988
L'ASB Classic 1988 è stato un torneo di tennis giocato sul cemento. È stata la 3ª edizione dell'ASB Classic, che fa parte della categoria Tier V nell'ambito del WTA Tour 1988. Si è giocato all'ASB Tennis Centre di Auckland in Nuova Zelanda, dal 25 al 31 gennaio 1988.

## Campionesse

### Singolare
Patty Fendick ha battuto in finale  Sara Gomer con il punteggio di 6–3, 7–6

### Doppio
Patty Fendick /  Jill Hetherington hanno battuto in finale  Cammy MacGregor /  Cynthia MacGregor con il punteggio di 6–2, 6–1